# Bosc-le-Hard
 Bosc-le-Hard  es una población y comuna francesa, en la región de Alta Normandía, departamento de Sena Marítimo, en el distrito de Dieppe y cantón de Bellencombre.

## Demografía
| 825 | 876 | 1224 | 1178 | 1271 | 1410 |
| Para los censos de 1962 a 1999 la población legal corresponde a la población sin duplicidades (Fuente: INSEE [Consultar]) |     |      |      |      |      |